# Bonvillet
Bonvillet település Franciaországban, Vosges megyében. Lakosainak száma 275 fő (2022. január 1.). Bonvillet Relanges, Belrupt, Darney és Dombasle-devant-Darney községekkel határos.

## Népesség
A település népességének változása:
| Lakosok száma | 335  | 323  | 317  | 300  | 293  | 288  | 281  | 278  | 275  |
|               | 2013 | 2015 | 2016 | 2017 | 2018 | 2019 | 2020 | 2021 | 2022 |